# Dumitru Paraschivescu
Dumitru Paraschivescu (* 18. April 1923 in Bukarest; † 22. Februar 2006 in Nyon, Schweiz) war ein rumänischer Geher.
Bei den Olympischen Spielen 1952 in Helsinki, wo er Fahnenträger der rumänischen Mannschaft war, wurde er Siebter im 50-km-Gehen.
1955 gewann er bei den Weltfestspielen der Jugend und Studenten Bronze im 20-km-Gehen.
Bei den Olympischen Spielen 1956 in Melbourne kam er im 20-km-Gehen auf den 14. Platz und erreichte im 50-km-Gehen nicht das Ziel.

## Persönliche Bestzeiten
- 20 km Gehen: 1:35:10 h, 1956
- 50 km Gehen: 4:39:27 h, 1953